# Patrick Van Caeckenbergh
Patrick Van Caeckenbergh (Aalst, (Oost-Vlaanderen), 1960) is een Belgische kunstenaar die  collages, assemblages, sculpturen en installaties maakt. Sinds zijn debuut in de jaren tachtig exposeerde hij onder meer in de Tate Gallery in Londen, het Centre Pompidou in Parijs en op de Biënnale van Venetië. Hij woont samen met zijn vrouw in Sint-Kornelis-Horebeke.

## Werk
Patrick Van Caeckenbergh herschikt en hertekent de wereld op een manier die zowel persoonlijk als universeel aanvoelt. Zijn collages en sculpturen – vaak opgebouwd uit alledaagse voorwerpen – brengen fantasierijke figuren en scènes tot leven die herinneren aan fabels en sprookjes. Als kunstenaar was hij lange tijd verbonden aan Zeno X in Antwerpen. Nadat de galerie in 2023 de deuren sloot, vond hij onderdak bij Keteleer Gallery.

## Tentoonstellingen
In 2002 kreeg Van Caeckenbergh een solotentoonstelling in het Bonnefantenmuseum in Maastricht: Stil Geluk. Een keuze uit het werk 1980-2001.  Drie jaar later volgde een tentoonstelling in het Musée des Beaux-Arts van Nîmes (Carré d’Art). In 2006 waren maquettes van zijn hand te zien in Zeno X Gallery in Antwerpen en in 2007 liep de tentoonstelling Les bicoques in La Maison Rouge in Parijs. In 2012  presenteerde M – Museum in Leuven La ruine fructueuse, een uitgebreid overzicht van Van Caeckenberghs werk sinds de jaren tachtig, verspreid over vijf zalen.
Daarnaast was zijn werk te zien in verschillende groepstentoonstellingen, waaronder de Biënnale van Taipei (2014), de 5e Biënnale van Lyon (2000), Acracadabra in de Tate Gallery in Londen (1999), Manifesta 1 in Rotterdam (1996), Hors - Limites. L'art et la vie 1952-1994 in het Centre Georges Pompidou in Parijs (1994) en de Biënnale van Venetië (1993).
In 2017 creëerde Van Caeckenbergh in het Museum Voor Schone Kunsten in Gent de installatie De Pantoloog (danke Schön), opgebouwd uit fragmenten van zijn eigen werk. Ze kreeg een centrale plek in de vernieuwde opstelling van de vaste collectie en bleef te zien tot 2022. Nog in 2017 schonk Van Caeckenbergh het kunstwerk Het sigarenkistje – een reusachtige sigarenkist waarin hij twintig jaar had gewoond en gewerkt – aan het museum.